# 杞简公
杞简公（？—？），姒姓，名春，是杞国的末代君主，也是第20任君主，杞出公之子，继承其国君之位，被楚惠王灭国。